# Escut de Pinell de Solsonès
L'escut oficial de Pinell de Solsonès té el següent blasonament:
Escut caironat: de sinople, tres pinyes d'or. Per timbre, una corona mural de poble.

## Història
Va ser aprovat el 21 de maig del 2008 i publicat al DOGC el 5 de juny del mateix any amb el número 5146.
Si bé des de mitjan segle xix el poble va tenir la representació d'un pi al seu escut, l'Ajuntament, considerant que aquest emblema no tenia cap fonament històric ni era correcte heràldicament, va decidir modernament adoptar el senyal parlant dels Pinell, antics senyors de la localitat. L'escut de les tres pinyes es conserva al sarcòfag del noble Ponç de Pinell que hi ha a l'església de Sant Miquel.